# 18 de juliol
El 18 de juliol és el cent noranta-novè dia de l'any del calendari gregorià i el dos-centè en els anys de traspàs. Queden 166 dies per finalitzar l'any.

## Esdeveniments
Països Catalans
- 1521 - Almenara (la Plana Baixa): les forces reialistes hi derroten els agermanats (batalla d'Almenara).
- 1937 - Barcelona: el Llevant FC guanya davant el València FC el seu únic trofeu, la Copa de l'Espanya Lliure.
- 1958 - Lleida: s'inaugura el Parc de les Basses d'Alpicat, que esdevindrà un dels principals indrets d'esbarjo dels lleidatans.[1]
- 1969 - Barcelona: Joan Brossa crea l'obra 18 de juliol.
- 1975 - Torredembarra: es presenten oficialment els Nois de la Torre, en una actuació castellera, encara amb camises blanques, al camp de futbol de la Unió Deportiva Torredembarra. En aquell moment, són la tretzena colla existent del món casteller.
- 1998 - El Bages: s'inicien dos grans incendis forestals als termes municipals d'Aguilar de Segarra i Cardona. El foc s'extingí el dia 21 de juliol després d'haver calcinat prop de 24.000 hectàrees, el 67% de les quals eren de superfície arbrada.[2]
- 2004 - Perpinyà (el Rosselló): Joan Laporta i representants de la Bressola signen un conveni de col·laboració amb el Barça.
- 2007 - Barcelona: es posa a la venda el número 1573 de la revista El Jueves, que seria segrestat per l'Audiència Nacional per Injúries a la Casa Reial.

Resta del món
- 1670 - Madrid (Espanya): se signa el Tractat de Madrid entre Espanya i el Regne d'Anglaterra.
- 1870 - Ciutat del Vaticà (Roma): davant la presència de les tropes piemonteses a les portes de Roma, Pius IX hi clou el Concili I del Vaticà, el mateix dia que promulga el dogma de la infal·libilitat del papa.
- 1873 - Espanya: Nicolás Salmerón y Alonso es converteix en el president de la Primera República Espanyola, després de la dimissió de Francesc Pi i Margall.
- 1936 - el Marroc: les forces de l'exèrcit espanyol que hi ha destacades a la part del Marroc que aleshores era protectorat espanyol s'aixequen contra la República. L'endemà l'aixecament s'estén a Espanya i és l'inici del que acabarà sent la Guerra Civil espanyola.
- 1995 - Illa de Montserrat: entra en erupció el volcà Soufrière Hills. Una gran part de l'illa, incloent-hi la capital (Plymouth), és devastada i dos terços de la població l'ha d'abandonar.
- 2004 - Bolívia: s'hi celebra el referèndum promès per Carlos Mesa Gisbert, en fer-se càrrec de la presidència del país el 17 d'octubre del 2003, amb un aclaparador suport a la seva proposta de restituir a l'estat la propietat del gas natural, mantenint, però, les concessions a les multinacionals estrangeres.

## Naixements
Països Catalans
- 1600 - Cocentaina: Jeroni Jacint Espinosa, pintor (m. 1667).
- 1659 - Perpinyà: Jacint Rigau-Ros i Serra, pintor (m. 1743).
- 1858 - Cadaqués: Frederic Rahola i Trèmols, economista i polític català.
- 1873 - Tuïr: Gustau Violet, escultor i escriptor nord-català (m. 1952).[3]
- 1888 - Molins de Rei (Baix Llobregat): Margarida Xirgu i Subirà, actriu uruguaianocatalana.[4]
- 1910 - Lledó: Maria dels Àngels Vayreda i Trullol, escriptora catalana (m. 1977).[5]
- 1948 - Barcelona: Salvador Alsius i Clavera, presentador de televisió i periodista català.
- 1960 - Lleidaː Dolors Miquel i Abellà, poeta catalana.[6]
- 1971 - Barcelona: Ana María Martínez-Pina, jurista espanyola que ha estat vicepresidenta de la CNMV.[7]
- 1976 - Barcelona: Irene Montalà, actriu catalana.[8]
- 1990 - Barcelona, Barcelonès: Georgina Oliva Isern, jugadora d'hoquei sobre herba catalana.[9]

Resta del món
- 1635 - Freshwater, Illa de Wight (Anglaterra): Robert Hooke, científic anglès (m. 1703).[10]
- 1656 - Le Mans (França): Joachim Bouvet, jesuïta francès, missioner a la Xina. (m. 1732).[11]

- 1670 - Mòdena, Ducat de Mòdena: Giovanni Bononcini, compositor i violoncel·lista (m. 1747).[12]
- 1724 - Múnic: Maria Antònia de Baviera, compositora, clavecinista, mecenes alemanya (m. 1780).[13]
- 1821 - París: Pauline Viardot, mezzosoprano francesa (m. 1910).[14]
- 1825 - Viena: Nina Stollewerk, compositora austríaca.
- 1853 - Arnhem, Països Baixos: Hendrik Antoon Lorentz, físic i matemàtic guardonat amb el Premi Nobel de Física, l'any 1902.
- 1864 - Braunschweig (Alemanya): Ricarda Huch, poeta alemanya, filòsofa i historiadora coneguda amb el pseudònim de Richard Hugo (m. 1947).[15]
- 1870 - Oskemen, Kazakhstan: Lavr Kornílov fou un general de l'exèrcit rus.
- 1871 - Torí (Itàlia): Giacomo Balla, pintor italià, un dels fundadors del moviment futurista (m. 1958).[16]
- 1887 - Fyresdal (Noruega): Vidkun Quisling, polític noruec, conegut pel seu col·laboracionisme amb els invasors nazis durant la Segona Guerra Mundial (m. 1945).[17]
- 1895 - Rostov del Donː Olga Spesívtseva, cèlebre ballarina russa (m. 1991).[18]
- 1900 - Ivànovo (Rússia): Nathalie Sarraute, escriptora francesa d'origen rus, figura destacada del nouveau roman (m. 1999).[19]
- 1905 - Woods Hole, Massachusetts: Mary Sears, oceanògrafa pionera de l'oceanografia moderna (m. 1997).[20]
- 1918 - Umtata, Cap Oriental, Unió Sud-africana: Nelson Mandela, president de la república de Sud-àfrica, defensor dels drets humans (m. 2013).[21]
- 1926 - Boston, Lincolnshire: Elizabeth Jennings, bibliotecària, escriptora i poetessa anglesa (m. 2001).[22]
- 1929 - Parabiago: Franca Rame, actriu, dramaturga, activista i política italiana (m. 2013).[23]
- 1937 - Zloczóv (Polònia): Roald Hoffmann, químic nord-americà d'origen polonès, Premi Nobel de Química de l'any 1981.[24]
- 1942 - Bilbao: Asun Balzola, il·lustradora, escriptora i traductora espanyola de formació autodidacta (m. 2006).[25]
- 1948 - Ludwigsburg, Baden-Württemberg (Alemanya): Hartmut Michel, bioquímic alemany, Premi Nobel de Química de l'any 1988.[26]
- 1949 - Pont-Audemer: Florence Cestac, dibuixant de còmics francesa.[27]
- 1955 - Laval, França: Odile Decq, arquitecta i acadèmica francesa.[28]

- 1951 - Thorvaldur Gylfason, economista islandès.
- 1967 - Nova York, EUA: Vin Diesel, actor.[29]
- 1970 - Madrid: Isabel Ambrosio, política espanyola que ha estat alcaldessa de la ciutat de Còrdova.[30]
- 1972 - Independence (Missouri), EUA: Christina Henrich, gimnasta estatunidenca.
- 1978 - Roma: Virginia Raggi, advocada italiana i alcaldessa de Roma, primera dona a ocupar aquest càrrec.[31]
- 1982 - Almeria: Raquel Huertas Soler, jugadora d'hoquei herba i d'hoquei sala andalusa, que ha jugat de davantera al CD Terrassa.[32]
- 1989 - Zehdenick: Sebastian Mielitz, futbolista alemany.[33]

## Necrològiques
Països Catalans
- 1924 - Barcelona: Àngel Guimerà, poeta i dramaturg català (n. 1845).
- 1988 - Eivissa: Nico, cantant alemanya (n. 1938).
- 2017 - Palma: Aina Sansó, professora i folklorista (n. 1960).
- 2024 - Cornellà de Llobregat: Frederic Prieto i Caballé, capellà, polític i activista català, primer batlle de Cornellà de Llobregat postfranquista i diputat provincial organitzador dels Jocs Olímpics del 1992 (n. 1940).[34][35]

Resta del món
- 1100 - Jofré de Bouillon, rei de Jerusalem i fundador de l'Orde del Sant Sepulcre.
- 1591 - Reifnitz, Eslovènia: Jacobus Gallus Carniolus, Jacob Handl o Jacob Handl-Gallus, compositor txec del Renaixement (n. 1550).[36]
- 1610 - Porto Ercole: Caravaggio, pintor llombard, el més important de l'escola naturalista de finals del segle xvi (n. 1571).[37]
- 1721 - Valenciennes, Regne de França: Antoine Watteau, pintor francès (36 anys).
- 1817 - Winchester, Anglaterra: Jane Austen, novel·lista anglesa (41 anys).[38]
- 1872 - Ciutat de Mèxic: Benito Pablo Juárez García, president mexicà amerindi zapoteca. Fou el primer president d'origen amerindi d'un país d'Amèrica (n. 1806).[39]
- 1908 - 
  - Nova York, EUA: Jaume Nunó i Roca, compositor català (n. 1824).
  - Gainfarn, Àustria: Bertha von Brukenthal, compositora austríaca (n. 1846).[40]
- 1919 - 
  - Le Crotoy: Élise Delaroche, primera dona al món a obtenir una llicència de pilot d'aviació (m. 1919).[41]
  - Templin, Brandenburg: Hermine Hartleben, professora alemanya, biògrafa de Champollion (n. 1846).[42]
- 1934 - Lisboa, Portugal: Francisco de Lacerda, músic portuguès (65 anys)
- 1935 - Nova York, Estats Units d'Amèrica: Letitia Mumford Geer, inventora que va patentar la xeringa que es pot fer servir amb una sola mà (n. 1852).
- 1936 - Baiona: Antonia Mercè i Luque, La Argentina, ballarina i coreògrafa argentina (n. 1890).[43]
- 1949 - Skuteč, Txecoslovàquia: Vítězslav Novák, compositor postromàntic txec (n. 1870).[44]
- 1950 - Iowa: Mignon Talbot, paleontòloga estatunidenca pionera, dedicada a l'estudi de vertebrats i invertebrats (n. 1869).[45]
- 1968 - 
  - Knokke (Bèlgica): Corneille Jean François Heymans, metge belga, Premi Nobel de Medicina o Fisiologia de 1938 (n. 1892).[46]
  - Sant Sebastià: Teresa de Escoriaza, periodista espanyola, corresponsal de guerra i pionera de la ràdio (n. 1891).[47]
- 1988 - Madrid: Blanca Negri, artista de varietats i actriu, que triomfà a Barcelona (n. 1909).[48]
- 1997 - Alice Springs (Austràlia): Eugene Shoemaker (o Gen Shoemaker), un dels fundadors del camp de les ciències planetàries (n. 1928).[49]
- 2009 - Broad Peak: Cristina Castagna, alpinista coneguda per ser la primera italiana a coronar el Makalu.[50]
- 2017 - Cabris, Alpes-Maritimes, França: Max Gallo, va ser un historiador, periodista, escriptor
- 2018:
  - Palo Alto, Califòrnia (EUA): Burton Richter, físic estatunidenc, Premi Nobel de Física de l'any 1976 (n. 1931).[51]
  - Yan'an, Shaanxi (Xina): Ling Li (xinès simplificat: 凌力; pinyin: Líng Lì) escriptora, cineasta i historiadora xinesa. Guanyadora del Premi Mao Dun de Literatura de l'any 1991 (n. 1942).[52]

## Festes i commemoracions
- Durant el règim franquista (de 1939 a 1975), es commemorava l'inici de l'anomenat "Alzamiento Nacional" que va provocar la Guerra Civil espanyola.
- Festa major de Pratdip (el Baix Camp), on Santa Marina (el 20 de juliol) té dedicada una ermita.

### Santoral[53]

#### Església Catòlica[54]
- Sants al Martirologi romà (2011): Frederic d'Utrecht, bisbe i màrtir (838); Simforosa de Tivoli i els seus set fills, màrtirs; Emilià de Silistra, màrtir (362); Rufil de Forlimpópoli, bisbe (382); Filastri de Brescia, bisbe (ca. 397); Matern de Milà, bisbe (s. IV); Arnulf de Metz, bisbe (640); Teodòsia de Constantinoble, monja màrtir (762); Bru de Segni, monjo i bisbe (1123); Simó de Lipnica, monjo (1482); Domènec Nicolau Dinh Dat, màrtir (1859).
  - Beats: Jean-Baptiste de Brussel·les, màrtir (1794); Tarsicia Mackiv, monja i màrtir (1944).
- Sants: Marina d'Augas Santas, màrtir llegendària; Eli de Capodístria, diaca (s. I); Gundènia de Cartago, verge i màrtir (203); Pambó de Nítria, eremita (ca.390); Pau de Dorostorum, màrtir; Otília de Colònia, màrtir (451); Goneri de Bretanya, eremita (s. VI); Teneva de Glasgow, mare (s. VII); Arnold d'Arnoldsweiler (800); Arnulf de Tours, màrtir; Odulf d'Utrecht, canonge; Minnborí de Colònia, abat (986); Herveu d'Anjou, eremita (1130); Berta de Marbais, abadessa (1247); Alà de Sassovivo, eremita (1313); als EUA: Camil de Lellis, fundador.
- Beat Robert de Salle, abat (1341).
- Venerables Radegunda de Wellenburg, serventa (1290 o 1340).
- Venerats a l'Orde de la Mercè: beat Bernat d'Arenis, màrtir.

#### Església Copta
- 11 Abib: Isaïes de Scetes, eremita; Joan i Simeó de Scobramalas, màrtirs.

#### Església Ortodoxa (segons el calendari julià)
- Se celebren els corresponents al 31 de juliol del calendari gregorià.

#### Església Ortodoxa (segons el calendari gregorià)
Corresponen als sants del 5 de juliol del calendari julià.
- Sants: Esteve, Suer, Agnès, Felicitat i Perpètua, màrtirs (s. I); Anna, màrtir; Cipril·la de Cirene, màrtir (304); Basili i 70 companys màrtirs; Atanasi de Jerusalem, diaca màrtir (451); Elisabet Feodorovna i Bàrbara, màrtirs (s. X); Làmpados d'Eirenòpolis, monjo (s. X); Atanasi d'Atos, monjo (1000); Sergi Mikhailòvitx, gran duc, Ivan Constantinòvitx, Constantí, Ígor i Vladímir, prínceps i màrtirs; Sergi de Ràdonezh (1422); Esteve de Riga, bisbe; Atanasi de Ràdonezh, monjo; Teodosi de Txerpòvetsk, monjo; Cebrià el Jove de Koutloumousiou, màrtir (1679),

Església Ortodoxa Grega
- 23 Sants de Lesbos.

#### Esglésies luteranes
- Otília de Colònia, màrtir; Paul Schneider, màrtir (1939).

#### Església anglicana
- Elizabeth Ferard, diaca.